# Jutta Leerdam
Jutta Leerdam (n. 30 decembrie 1998, 's-Gravenzande⁠(d), Olanda de Sud, Țările de Jos) este o sportivă ce a reprezentat Țările de Jos, medaliată olimpică. A participat la o ediție a Jocurilor Olimpice (2022) în care a câștigat o medalie de argint.